# سابين أندريسن
سابين أندريسن (بالألمانية: Sabine Andresen)‏ هي مؤلفة ألمانية، ولدت في 1966 في نوردستراند في ألمانيا.